# Sant Andreu de Cassibrós
Sant Andreu de Cassibrós és l'església romànica del poble de Cassibrós, en el terme municipal de Vall de Cardós, a la comarca del Pallars Sobirà, dins de l'antic terme de Ribera de Cardós. Està situada en el lloc més alt del poble, al nord-est de Cassibrós. Té la categoria de sufragània de Santa Coloma de Surri.

## Descripció
Petita església sense absis, té una nau pel lateral de la qual s'hi accedeix. A sobre de la porta hi ha un petit òcul, sota el pinyó de la coberta -a dues vessants feta amb llicorella-. Al nivell del teulat s'hi aixeca una espadanya -amb la data de la reforma de l'església gravada; "1826"- amb dos arquets de mig punt.